# ستيوارت ثاير
ستيوارت ثاير (بالإنجليزية: Stuart Thayer)‏ هو مؤرخ أمريكي، ولد في 27 مارس 1926 في آن آربر في الولايات المتحدة، وتوفي في 24 يونيو 2009.